# Paolo Balboni
Paolo Ernesto Balboni, a volte attestato come Paolo Emilio Balboni (Sestola, 11 giugno 1948), è un linguista italiano, docente universitario e studioso di glottodidattica, autore di saggi per la didattica delle lingue straniere e di manuali di italiano L2. Attualmente è Direttore del Centro di Didattica delle Lingue di Ca' Foscari, ed è professore onorario di Linguistica Educativa.

## Biografia
Figlio di contadini, nasce nel 1948 nell'Appennino Tosco-Emiliano. Trascorre gli anni della prima infanzia in Sudamerica, prima in Argentina, poi in Cile.
Tornato in Italia, nel 1971 si laurea in Letteratura inglese presso l'Università Ca' Foscari di Venezia.
Dopo una breve esperienza come insegnante di scuola superiore, dal 1984 al 1992 è ricercatore dell'Università di Venezia. Dal 1992 al 1995 è professore associato e direttore del Centro linguistico di Ateneo presso l'Università per stranieri di Siena.
Nel 1997 torna a Venezia e due anni dopo fonda il Laboratorio ITALS (Italiano come Lingua Straniera) che si occupa di ricerche sull'apprendimento e l'insegnamento dell'italiano per stranieri, inclusa la formazione dei docenti.
Dal 2000 al 2018 è professore ordinario di didattica delle lingue straniere moderne, dal 2018 è professore onorario.
È autore di numerose pubblicazioni sulla didattica dell'italiano a stranieri, sulla didattica delle lingue straniere moderne, sulla didattica dei linguaggi settoriali nelle lingue straniere, sulla comunicazione interculturale, sulla storia dell'insegnamento linguistico in Italia, oltre che di un dizionario di glottodidattica e di un dizionario online della stessa disciplina.
Ha curato manuali di italiano per italiani e per stranieri, nonché molti libri di testo dedicati all'educazione linguistica.

## I modelli alla base dell'educazione linguistica
Paolo Balboni ha cercato di superare la tradizione della linguistica educazionale, o edulinguistica, o glottodidattica, spesso limitata alla prospettiva operativa - che pure ha curato in molti manuali per la formazione dei docenti - per cercare dei principi di educazione linguistica (cioè dell'insegnamento delle lingue materne, seconde, straniere, classiche, etniche) che potessero essere validi in ogni tempo e luogo, prima di essere caratterizzati dalle tradizioni culturali ed educative dei singoli popoli. 
In altre parole, Balboni ha elaborato dei modelli che possono consentire un'interazione tra gli studiosi di ogni cultura al di là delle tradizioni culturali in cui sono cresciuti o operano, per iniziare un processo di universalizzazione della ricerca che in mole altre discipline è già realizzato o avviato.
I modelli sono stati elaborati e pubblicati negli anni nella sua vasta produzione scientifica, ma hanno trovato una sintesi in "A Theoretical Framework for Language Education and Teaching" (Cambridge Scholars, 2018).
Tra i principali modelli potenzialmente universali cui ha lavorato troviamo:
a. L'educazione linguistica come attivazione della facoltà di linguaggio, tratto caratterizzante della specie 'homo sapiens'
b. L'educazione linguistica come fulcro dell'educazione semiotica, alla significazione e alla comunicazione, quindi anche alla comunicazione scientifica ed artistica
c. Un modello di competenza e performance comunicativa, sia all'interno di una singola lingua/cultura, sia in eventi interculturale in cui gli interlocutori appartengono due lingue/culture, anche se usano una lingua franca tra loro; al suo interno, un modello di realizzazione di sillabi a base pragmatica, basati cioè su funzioni e su atti comunicativi, verbali e non verbali
c. un modello espitemologico per gli studi di linguistica educativa, con il conseguente modello di organizzazione della conoscenza in due ambiti, pensiero edulinguistico e azione didattica

## Opere principali
- Guida all'esame di lingue straniere, Brescia, Editrice La Scuola, 1985,  p. 221, ISBN 9788835075417.
- Tecniche didattiche e processi d'apprendimento linguistico, Padova, Liviana, 1991,  p. 201, ISBN 9788876756061.
- Didattica dell'italiano a stranieri, Roma, Bonacci Editore, 1994,  p. 392, ISBN 9788875732745.
- Paolo Balboni, Giuseppe Dal Ferro, Laura Bevilacqua, Lo studio delle lingue nelle università della terza età: atti della X conferenza organizzativa, Vicenza, Edizioni del Rezzara, 1996,  p. 40, ISBN 9788886590297.
- Educazione bilingue, Perugia, Guerra Edizioni, 1996,  p. 134, ISBN 9788877152220.
- Tecniche didattiche per l'educazione linguistica, Torino, UTET, 1998,  p. 201, ISBN 9788877504074.
- Didattica dell'Italiano come lingua seconda e straniera, Torino, Loescher, 1998,  p. 192, ISBN 9788820126629.
- Le microlingue scientifico-professionali: natura e insegnamento, Torino, UTET, 1999,  p. 123, ISBN 9788877506269.
- Dizionario di glottodidattica, Perugia, Guerra, 1999,  p. 110, ISBN 9788877153388.
- Grammagiochi: per giocare con la grammatica, Roma, Bonacci Editore, 1999,  p. 59, ISBN 9788875733568.
- Parole comuni culture diverse: guida alla comunicazione interculturale, Venezia, Marsilio Editori, 1999,  p. 126, ISBN 9788831771283.
- Paolo Balboni, Carmel Mary Coonan, Federica Ricci Garotti; introduzione di Anthony Mollica, Lingue straniere nella scuola dell'infanzia, Perugia, Guerra Edizioni, 2001,  p. 124, ISBN 9788877155450.
- Le sfide di Babele: insegnare le lingue nelle società complesse, Torino, UTET, 2002,  p. 289, ISBN 9788877507600.[3]
- Paolo Balboni, Mario Cardona, Storia e testi di letteratura italiana per stranieri, Perugia, Guerra, 2002,  p. 239, ISBN 9788877155429.
- Paolo Balboni, Paolo Torresan, L'italiano di Dio, Perugia, Guerra Edizioni, 2003,  p. 126, ISBN 9788877156426.
- Paolo Balboni, Matteo Santipolo, L'italiano nel mondo: mete e metodi dell'insegnamento dell'italiano nel mondo: un'indagine qualitativa, Roma, Bonacci, 2003,  p. 204, ISBN 9788875733797.
- Paolo Balboni, Matteo Santipolo, Profilo di storia italiana per stranieri, Perugia, Guerra, 2003,  p. 232, ISBN 9788877156044.
- La comunicazione interculturale, Venezia, Marsilio Editori, 2003,  p. 154, ISBN 9788831791762.
- Paolo Balboni, Marco Mezzadri, Rete! Corso multimediale d'italiano per stranieri., Stoccarda, Klett, 2003, 2004,  p. 175, ISBN 9783125250383.
- Educazione letteraria e nuove tecnologie, Torino, UTET, 2004,  p. 257, ISBN 9788877508959.
- Introduzione allo studio della letteratura italiana, Perugia, Guerra Edizioni, 2005,  p. 46, ISBN 9788877157867.
- Italiano lingua materna: fondamenti di didattica, Torino, UTET, 2006,  p. 301, ISBN 9788860080868.
- Paolo Balboni, Roberto Dolci, Graziano Serragiotto, ITALS: dieci anni di formazione e ricerca, Roma, Bonacci Editore, 2007,  p. 136, ISBN 9788875734268.
- Paolo Balboni, Michele Daloiso, Civiltà Italia: percorsi di cultura e civiltà italiana per stranieri, Perugia, Guerra Edizioni, 2007,  p. 167, ISBN 9788855700597.
- Fare educazione linguistica: attività didattiche per l'italiano L1 e L2, lingue straniere e lingue classiche, Novara, De Agostini, 2008,  p. 205, ISBN 9788860082367.
- Paolo Balboni, Umberto Margiotta, Formare on line i docenti di lingue e italiano L2, Torino, UTET, 2008,  p. 312, ISBN 9788860081995.
- Storia dell'educazione linguistica in Italia: dalla Legge Casati alla Riforma Gelmini, Torino, UTET, 2009,  p. 162, ISBN 9788860082725.
- Conoscenza, verità, etica nell'educazione linguistica, Perugia, Guerra Edizioni, 2011,  p. 134, ISBN 9788855704144.
- La lingua inglese nelle scuole primarie del Veneto: un'indagine sulla metodologia didattica, Perugia, Guerra Edizioni, 2011,  p. 135, ISBN 9788855703925.
- L'italiano L1 come lingua dello studio, Torino, Loescher, 2014,  p. 173, ISBN 9788820137281.
- Paolo Balboni, Daniel Coste, Massimo Vedovelli, Il diritto al plurilinguismo, Milano, Edizioni Unicopli, 2014,  p. 92, ISBN 9788840017402.
- (IT) Paolo Balboni, Fare CLIL: strumenti per l'insegnamento integrato di lingua e disciplina nella scuola secondaria, Torino, Loescher, 2014,  p. 156, ISBN 9788820137298.
- Paolo Balboni, Didattica dell’italiano come lingua seconda e straniera, Torino, Bonacci, 2014, pp. 192,  ISBN 978-88-201-2662-9.[4]
- Paolo Balboni, Fabio Caon F., La comunicazione interculturale, Venezia, Marsilio, 2015, 170pp. ISBN 978-88-317-2046-5
- Paolo Balboni, Perché insegnare l’italiano ai ragazzi italiani. E come, Venezia, Marsilio, 2017, pp. 154, ISBN 978-88-317-2867-6
- Paolo Balboni, A Theoretical Framework for Language Education and Teaching, Newcastle upon Tyne, Cambridge Scholars, 2018, pp. 164, ISBN 978-1-5275-0869-9